# Verdrag van Londen (1945)
Het Verdrag van Londen werd op 8 augustus 1945 tussen de V.S., Frankrijk, het Verenigd Koninkrijk en de Sovjet-Unie (ook wel de Grote Vier genaamd) gesloten. In dit verdrag werd bepaald dat berechting van de grote oorlogsmisdadigers uit de Tweede Wereldoorlog zou plaatsvinden door een in te stellen Internationale Militaire rechtbank. Een internationale strafwetgeving bestond niet: de door de rechtbank toe te passen regelen moesten dan ook worden vastgesteld. Dit noemde men het Handvest van Neurenberg, waar de Neurenbergse principes integraal deel van uitmaken. De processen die gehouden werden, kent men tegenwoordig als de Processen van Neurenberg.
Later traden nog 19 andere landen toe. Nederland trad op 25 september 1945 toe tot deze overeenkomst.